# 邱汉桥
邱汉桥（1958年—），号抱朴子，湖北孝感人，中华人民共和国画家、美术理论家。为中国美术家协会会员，武警总部专职画家，联合国教科文民间艺术组织成员。
创立了中国画「北势南气」的学术体系，包括「忘我忘象」的创作思想、绘画技法的「十八字」法（悟老庄、追汉唐、学五代、习宋元、观明清、显当代）、「锤头皴和水润墨涨法」与「绘画的四个层面和品画的五项法则」。

## 生平
1958年出生于湖北孝感，1976年入伍當放映员，同时为部队办宣传栏，画幻灯。1978年开始在报刊上发表速写作品：《哨兵》、《通迅兵》等。1982年出版连环画作品：《百草滩歼匪记》、《地下堡垒》等。
1984年作品《金秋》获辽宁中国画五市联展优秀作品奖。1985年至1989年先后读于沈阳鲁迅美术学院国画系和中央美术学院国画系助教研修班，期間作品《北国春》、《霜月花》、《秋泉》入选中国现代绘画艺术展、《扣林山四月》、《生命的流泉》入选全军南疆画展。1988年作品《二月里的歌》入选中华人才杯中国画大展，获优秀作品奖。
1989年8月在北京中国美术馆举办个人画展，同年支援八一电影制片厂拍摄了专题片“墨韵”。1990年解放军艺术学院發表邱汉桥作品观摩研讨会。
1991年作品《三月寻故里》入选由中国美术家协会及日本共同社主办的中国四季美术大展，荣获铜奖。作品《和风四时》入选中国美术馆及日本美术馆同办的中国现代美术大展并赴日本巡回展出。
1992年作品《牧歌》、《中秋月》赴日本参加庆祝中日邦交20周年中国现代美术展，被日本有关机构收藏。1997年应邀赴马来西亚举办个人画展，整個90年代期間十多次參與解放軍全軍美术大展獲獎。
2001年作品《雨后斜阳》荣获联合国和平艺术大展和平金奖，聯合國秘書長親自頒獎，中国艺术家第一个获得此金奖。12月時作品《三月江南》荣获中日邦交30周年中日和平友谊书画大展一等奖。
2006年应邀为人民大会堂绘制五米巨幅《金秋无际》。2008年作品《晨曦》入选法国国际造型艺术大展。
2009年创作巨幅作品《众山之巅》参加中国保利拍卖公司春季拍卖，拍出每平方尺4万元人民幣的高價。11月被联合国教科文民间艺术国际组织（IOV）吸收为成员，作品《田野放歌》《野湖晓趣》不久後拍賣達到平方尺8万元人民幣的高價。2011年由中国美术家协会、人民美术出版社共同出版发行《邱汉桥》个人专集。
2013年6月1日北京瀚海春季大拍作品《晨》，创个人拍卖新高，每平尺20万人民幣成交。10月30日应中共武汉市市委宣传部，武汉市文化局，武汉市文学艺术界联合会舉辦邱汉桥绘画40年家乡汇报展。

## 获奖荣誉
2018年邱汉桥荣获新浪微博2018年十大影响力国画大V；
2017-2019年邱汉桥连续三年入围胡润艺术榜十大国宝级艺术家；
2017-2018年连续两年入围世界华人水墨艺术榜十大华人艺术家；
2016年邱汉桥艺术衍生品设计荣获第十六届中南六省区“中南星奖”；
2015年邱汉桥汉桥被中华人民共和国文化部文化艺术人才中心录入《文化部文化艺术人才中心高级人才库》；
2014年邱汉桥山水画被斯洛伐克大使称赞为“中国画的经典之作”；
2012年邱汉桥入选中国十大最具收藏价值的艺术家；
2009年11月邱汉桥被联合国教科文民间艺术国际组织（IOV）吸收为成员；
2007年作品《千秋》获全军美术大展优秀作品奖；
2006年作品《金秋无际》悬挂于人民大会堂，成为人民大会堂首次收藏描绘北京风光的画作。
2002年作品《永恒的记忆》入选全军美术大展，并荣获优秀作品奖；同期作品《三月江南》荣获中日邦交30周年中日和平友谊书画大展一等奖；
2001年作品《雨后斜阳》荣获联合国和平艺术大展和平金奖，获联合国秘书长安南签发证书及精制奖牌，这也是中国艺术家第一个获得此金奖的艺术家；
1999年作品《丰碑》荣获中国香港世界华人艺术特别金奖；
1998年作品《丰碑》参加全军抗洪精神画展，获优秀作品奖；
作品《东方》获全军美术大展优秀奖，并入选全国九届美展；
1994年作品《世纪魂》荣获全国第八届全国美术大展最佳作品奖（此为本次大展最高奖，因本届大展不设金、银、铜奖），并荣获文化部颁发的特等奖章；
1993年作品《山居图》入选法国尼斯国际造型艺术大展，获最佳作品奖，也是亚洲国家第一个荣获殊荣的人；
1991年作品《三月寻故里》入选由中国美术家协会及日本共同社共同主办的中国四季美术大展，荣获铜奖；
1988年作品《二月里的歌》入选中华人才杯中国画大展，获优秀作品奖；
1984年作品《金秋》获辽宁中国画五市联展优秀作品奖；

## 書籍著作
- 《世纪之交中国画名家作品选—邱汉桥》 1999   (ISBN 7-5011-4367-6/J·211)
- 《邱汉桥画集》 2006   (ISBN 7-5322-4955-7/J.4396)
- 《中国十大收藏价值艺术家—邱汉桥作品集》 2012   (ISBN 978-7-5305-5085-4)
- 《北势南气 山水大成—邱汉桥》 2012    (ISBN 978-7-5137-1112-8)
- 《中国近现代名家画集—邱汉桥》 2013   (ISBN 978-7-5305-5419-7)